# Jens Kastner
Jens Kastner (* 1970) ist ein deutscher Soziologe und Kunsthistoriker, der auch als Journalist und freier Autor aktiv ist.

## Leben
Kastner lebt als Autor und Journalist in Wien. Seit 1999 war er an verschiedenen Universitäten und Hochschulen in Deutschland und Österreich tätig, seit 2008 ist er wissenschaftlicher Mitarbeiter bzw. Senior Lecturer an der Akademie der bildenden Künste Wien. 2018 habilitierte er sich an der Leuphana Universität Lüneburg im Fachbereich der Kulturwissenschaften.
Kastner ist seit 2005 koordinierender Redakteur der Zeitschrift Bildpunkt. Als Journalist und Autor schreibt er insbesondere über Kunst, Politik und Kultur. Ferner ist er auch als Übersetzer tätig. Er veröffentlicht auch regelmäßig Rezensionen. Seine Arbeitsschwerpunkte umfassen vor allem Geschichte und Theorie sozialer 
Bewegungen, Anarchismus und Latin American Studies sowie Kulturtheorie und Kunstkritik.
2011 wurde Kastner mit dem ADKV-Art Cologne Preis für Kunstkritik der Arbeitsgemeinschaft Deutscher Kunstvereine ausgezeichnet.

## Veröffentlichungen (Auswahl)
- Internationalismus. Kleine Geschichte einer großen Idee, Unrast, Münster 2025, ISBN 978-3-89771-156-3.
- Dekolonialistische Theorie aus Lateinamerika. Einführung und Kritik, Unrast, Münster 2022, ISBN 978-3-89771-093-1.
- mit Lea Susemichel (Hrsg.): Unbedingte Solidarität, Unrast, Münster 2021, ISBN 978-3-89771-291-1.
- Die Linke und die Kunst. Ein Überblick, Unrast, Münster 2019, ISBN 978-3-89771-271-3.
- Kunst, Kampf und Kollektivität. Die Bewegung Los Grupos im Mexiko der 1970er-Jahre, edition tranvia, Verlag Walter Frey, Berlin 2019, ISBN 978-3-946327-18-9.
- gemeinsam mit Lea Susemichel (Hrsg.): Identitätspolitiken. Konzepte und Kritiken in Geschichte und Gegenwart der Linken, Unrast, Münster 2018, ISBN 978-3-89771-320-8.
- gemeinsam mit Elke Gaugele (Hrsg.): Critical Studies. Kultur- und Sozialtheorie im Kunstfeld, Springer VS, Wiesbaden 2016, ISBN 978-3-658-10411-5.
- Zygmunt Bauman. Globalisierung, Politik und flüchtige Kritik, Turia + Kant, Wien 2015, ISBN 978-3-85132-788-5.
- gemeinsam mit Ruth Sonderegger (Hrsg.): Pierre Bourdieu und Jacques Rancière. Emanzipatorische Praxis denken, Turia + Kant, Wien 2014, ISBN 978-3-85132-754-0.
- gemeinsam mit Eva Birkenstock, Max Jorge Hinderer Cruz, Ruth Sonderegger (Hrsg.): Kunst und Ideologiekritik nach 1989 = Art and ideology critique after 1989. Verlag der Buchhandlung Walther König, Köln 2014.
- Der Streit um den ästhetischen Blick. Kunst und Politik zwischen Pierre Bourdieu und Jacques Rancière, Turia + Kant, Wien 2012, ISBN 978-3-85132-679-6.
- Alles für alle! Zapatismus zwischen Sozialtheorie, Pop und Pentagon, Edition Assemblage, Münster 2011, ISBN 978-3-942885-03-4.
- Die ästhetische Disposition. Eine Einführung in die Kunsttheorie Pierre Bourdieus, Turia + Kant, Wien 2009, ISBN 978-3-85132-529-4.
- gemeinsam mit David Mayer (Hrsg.): Weltwende 1968? Ein Jahr aus globalgeschichtlicher Perspektive, Mandelbaum, Wien 2008, ISBN 978-3-85476-257-7.
- gemeinsam mit Max Hinderer (Hrsg.): Pok ta Pok. Aneignung – Macht – Kunst. Verlag Turia + Kant, Wien 2007, ISBN 3-85132-469-2.
- Politik und Postmoderne. Libertäre Aspekte in der Soziologie Zygmundt Baumans, Unrast, Münster 2000, ISBN 978-3-89771-403-8.